# Ommastrephes
Ommastrephes d'Orbigny, 1935 è un genere di molluschi cefalopodi appartenente alla famiglia Ommastrephidae.

## Descrizione
In Ommastrephes le pinne hanno forma romboidale leggermente arrotondata nella parte posteriore; la loro lunghezza va dal 40 al 50% e la larghezza dal 60 all'85% della lunghezza del mantello. Le pinne formano un angolo compreso tra 46° e 65°. Il genere è dotato di fotofori nel tegumento ma non ne ha negli organi interni o sui globi oculari. Mantello, testa e braccia ventrali sono sparsi di piccoli fotofori sottocutanei; non ci sono grandi fotofori sulla superficie dorsale. Tipica del genere è una striscia opalescente che decorre ventralmente sul mantello dall'apertura all'inizio delle pinne, una striscia simile è presente sul lato ventrale della testa e sulle braccia adiacenti; su questa striscia è presente un addensamento di piccoli fotofori. La parte distale della clava tentacolare o dattilo porta 4 serie di ventose. Le ventose più grandi nella parte mediana della clava tantacolare o mano hanno 4 denti acuti distanziati e disposti a 90° l'uno dall'altro. Nel maschio il braccio ventrale destro o sinistro è trasformato in ectocotile ed è privo di ventose.
O. bartramii può raggiungere i 60 cm di lunghezza del mantello e i 6 kg di peso.

## Distribuzione e habitat
Il genere ha distribuzione bipolare, è presente nelle acque subtropicali e, in parte, temperate di entrambi gli emisferi mentre manca nelle zone equatoriali e fredde. O. caroli è presente nel mar Mediterraneo. 
Si tratta di animali puramente pelagici che vivono in mare aperto senza alcun rapporto con il fondale e di solito non si rinvengono che in aree oceaniche molto profonde.

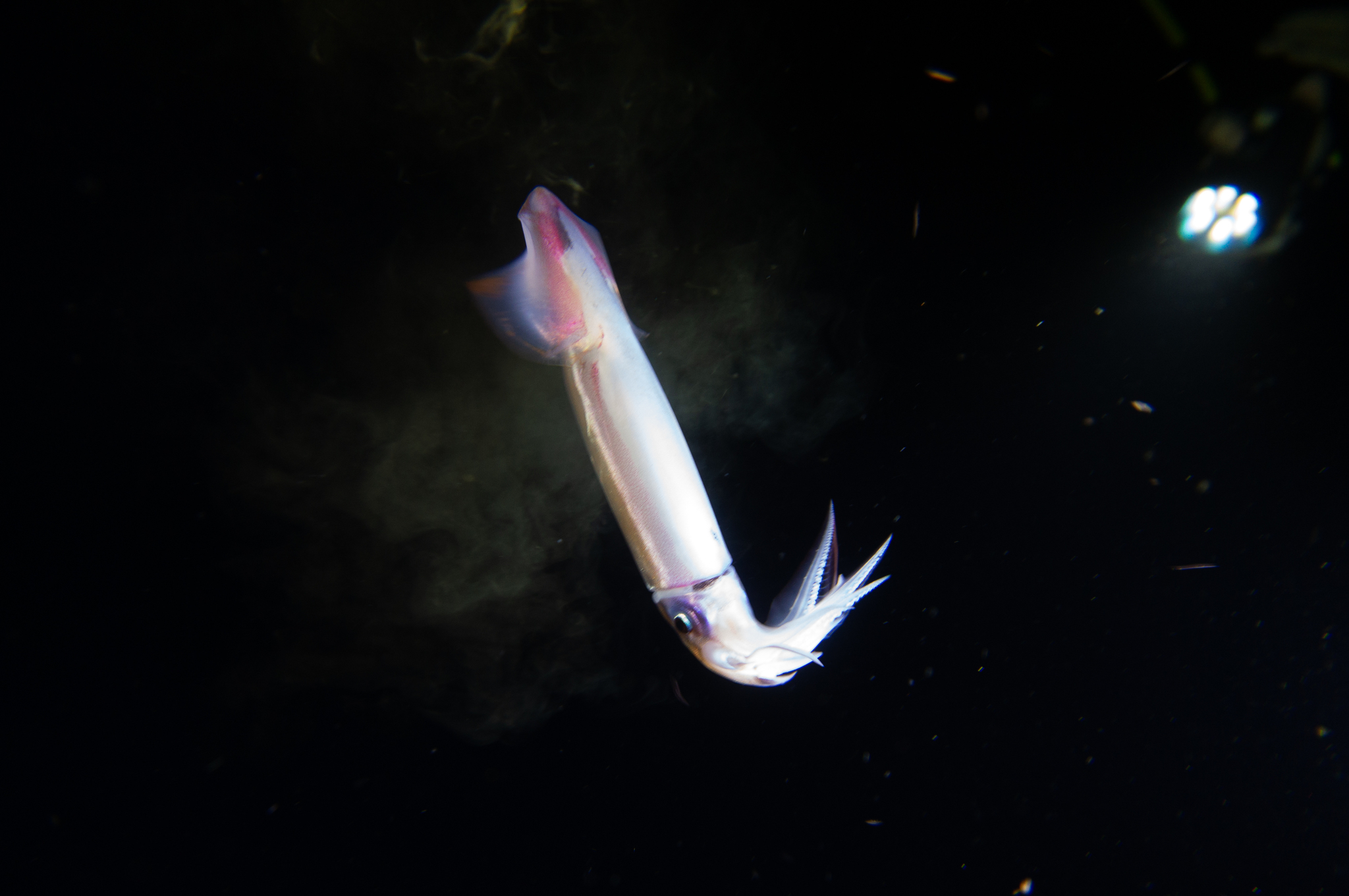
O. bartramii

## Pesca
O. bartramii è sfruttato commercialmente nel nord dell'oceano Pacifico.

## Tassonomia
Prima del 2020 solo la specie O. bartramii era riconosciuta e il genere era considerato monotipico. Dopo analisi genetiche e molecolari si sono potute distinguere le altre specie, con distribuzione distinta e non sovrapposta: il binomio O. bartramii è rimasto per le popolazioni del nord Pacifico, O. caroli per le popolazioni del nord Atlantico, O. brevimanus per quelle del Pacifico meridionale e O. cylindraceus per l'Atlantico meridionale e l'oceano Indiano.
Il genere comprende 4 specie::
- Ommastrephes bartramii Lesueur, 1821
- Ommastrephes brevimanus A. Gould, 1852
- Ommastrephes caroli Furtado, 1887
- Ommastrephes cylindraceus d'Orbigny, 1835